# 亚洲艺术博物馆 (柏林)
亚洲艺术博物馆与柏林民族博物館以及欧洲文化博物馆共同座落于德国达勒姆博物馆群，是柏林国立博物馆之一。由普鲁士文化遗产基金会资助。由于亚洲艺术博物馆与柏林民族博物館参与洪堡论坛，准备迁往柏林米特区的新柏林城市宫，故博物馆于2017年1月9日起关闭。它们将于2019年在新址重新开放。

## 历史
1906年，原柏林皇家博物馆创立了东亚艺术博物馆，这是亚洲艺术博物馆最早的前身。但其中的展品最早能够追溯到1904年柏林民族博物館的印度部。博物馆最早位于博物馆岛。1907年起，博物馆的藏品规模在首任馆长奥托·库默尔 的管理下，基于普鲁士王室的藏品或得到捐赠从市场购买逐渐增加。藏品多来自捐赠，馆藏第一件藏品是来自柏林的艺术商人路德维希 ·葛伦科 (Ludwig Glenk)捐赠的中国公元前500-400年的青铜绿松石带钩。1907年民族学家昂内斯特·格罗瑟从日本艺术商人林忠正（日本）购得一批亚洲艺术藏品成为馆藏最早一批文物之一，格罗瑟后期把他自己的藏品多捐给博物馆。1924年，与史前博物馆和柏林艺术图书馆共同处在现马丁-格罗皮乌斯博物馆的建筑物之中的第一个永久陈列室。 1926年，德国东亚艺术学会成立，博物馆的工作的到学会的大力支持，并使得这些藏品成为世界上最为重要的藏品之一。第二次世界大战爆发后，战争摧毁了博物馆馆址，约5%的藏品毁于战火，战争期间，博物馆将90%的藏品转移至柏林动物园旁的一个地堡之中，战后被苏联红军作为战利品运回苏联，这批藏品大部分都藏于现在的俄罗斯圣彼得堡的埃尔米塔日博物馆之中。还有一部分藏品在战争中被藏于马格德堡处的一个盐矿之中，这批藏品战后回到西柏林。因为战后柏林被一分为二，博物馆也遭到了分割的命运，1952年，民主德国政府将其藏品藏于佩加蒙博物館，1959年，该博物馆收到了中华人民共和国因与民主德国建交10周年而赠送的251件从新石器时代到清末的艺术品。1961年，联邦德国政府将旧建筑拆除并将馆藏移至市郊的达勒姆，1970年，新馆命名为印度艺术博物馆。1992年，柏林墙倒塌，随后两德统一，藏品统一藏于印度艺术博物馆处，一部分藏品转由民族博物馆收藏。2006年，印度艺术博物馆与原东亚艺术博物馆正式合并为亚洲艺术博物馆。2017年闭馆，并准备迁往柏林米特区的新柏林城市宫。

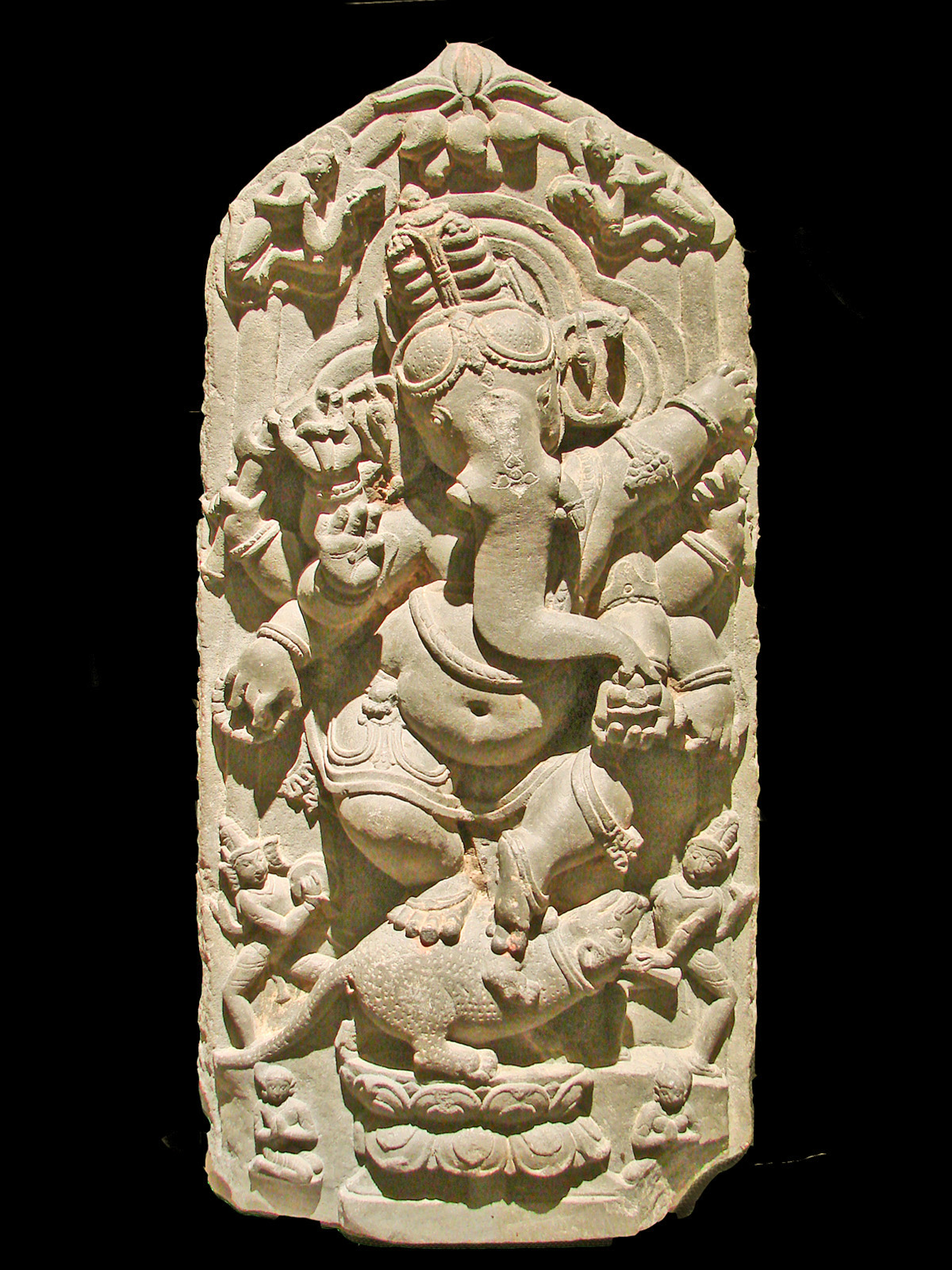
藏于柏林亚洲艺术博物馆的印度教象头神雕像

## 藏品
馆藏的来源非常广泛，覆盖了中亚、南亚、东亚及东南亚地区，包括印度，巴基斯坦，阿富汗，斯里兰卡，孟加拉国，尼泊尔，中国的新疆地区和西藏地区、缅甸，泰国，柬埔寨，越南，印尼群岛。约20,000件文物藏品的年代可以追溯到公元前3000年至今。展品包括印度教，佛教和耆那教的石雕，来自丝绸之路的佛教壁画、泥塑及纺织品。还有莫卧儿帝国时期的工艺品，以及来自尼泊尔、西藏地区、缅甸和其他东南亚的石器、青铜器、木器等，还有健馱邏國时期的艺术品包括来自巴基斯坦斯瓦特县的文物。

### 中国藏品
博物馆收藏了德国最多也是最重要的来自中国、韩国和日本的从新石器时代一直到今天的艺术收藏品。中国区有一处大型瓷器展览，因为喬治.威索的捐献使得该展览被大大丰富，另外中国部分还有包括3000年前的青铜器、玉器，在一个单独的房间里展出了康熙帝的一个旅行王座。博物馆也有中国-日本画廊会展示一些东亚艺术所共通的写作艺术。但由于此类作品极易受到光线的影响，他们一般在展出三个月后便会被替换。除此之外，日本区也可以看到日本茶室。

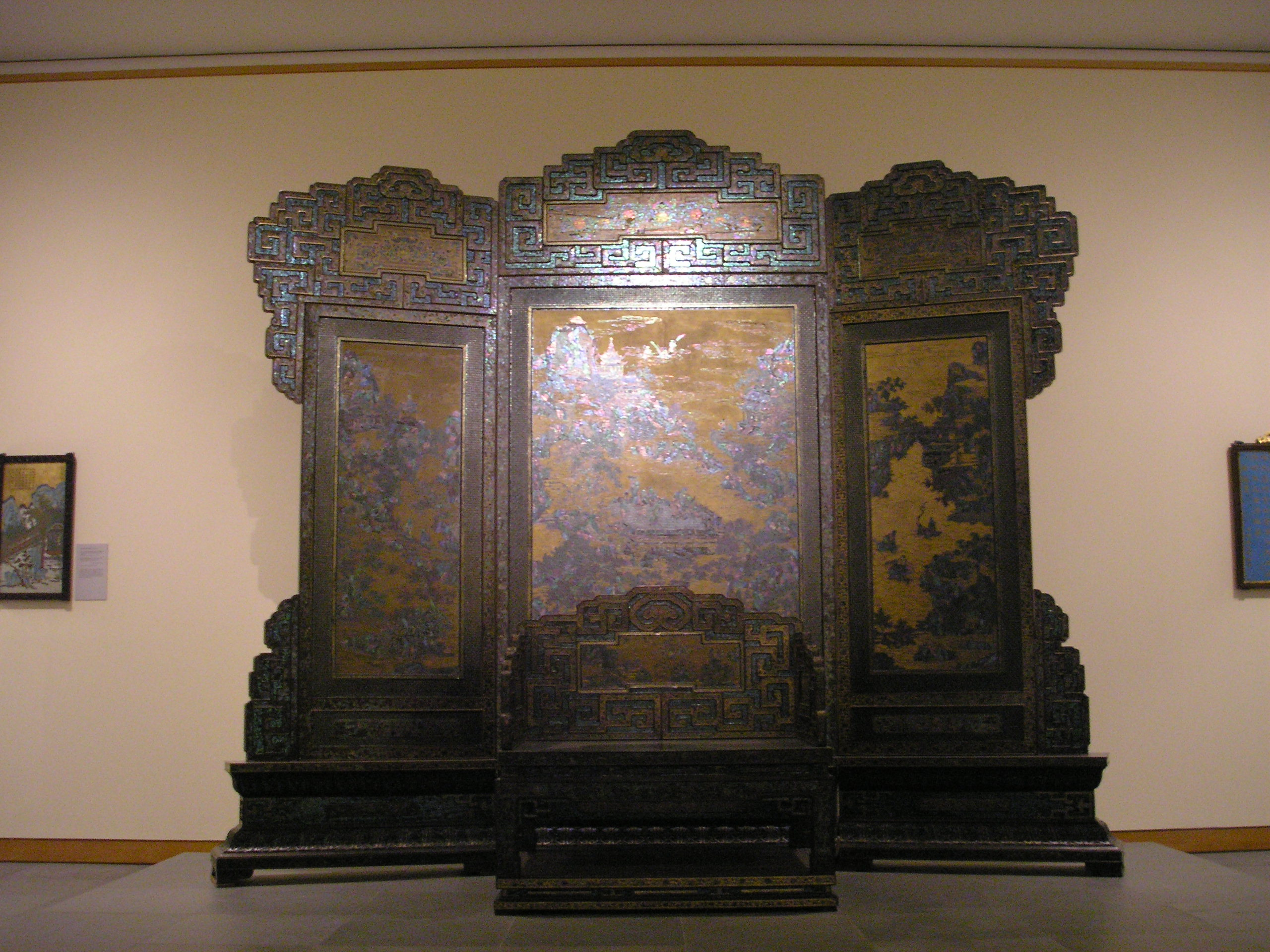
康熙帝的旅行王座

博物馆收藏了阿尔伯特·冯·勒柯克等人从1902年起的四次德國吐魯番考察隊所带回来的400余箱文物，其中大量文物是从吐峪沟石窟、克孜尔石窟、森木塞姆千佛洞、柏孜克里克千佛洞、高昌古城等丝绸之路北线等沿途地区的石窟的墙壁直接剥离，其中部分在一战后，因博物馆资金不足而被出售，部分被苏联人带回俄罗斯，部分则毁于战火，如15幅高3.5米、宽2米从柏孜克里克千佛洞取走的《誓愿图》，另外仍有一部分来自丝绸之路的文物下落不明。

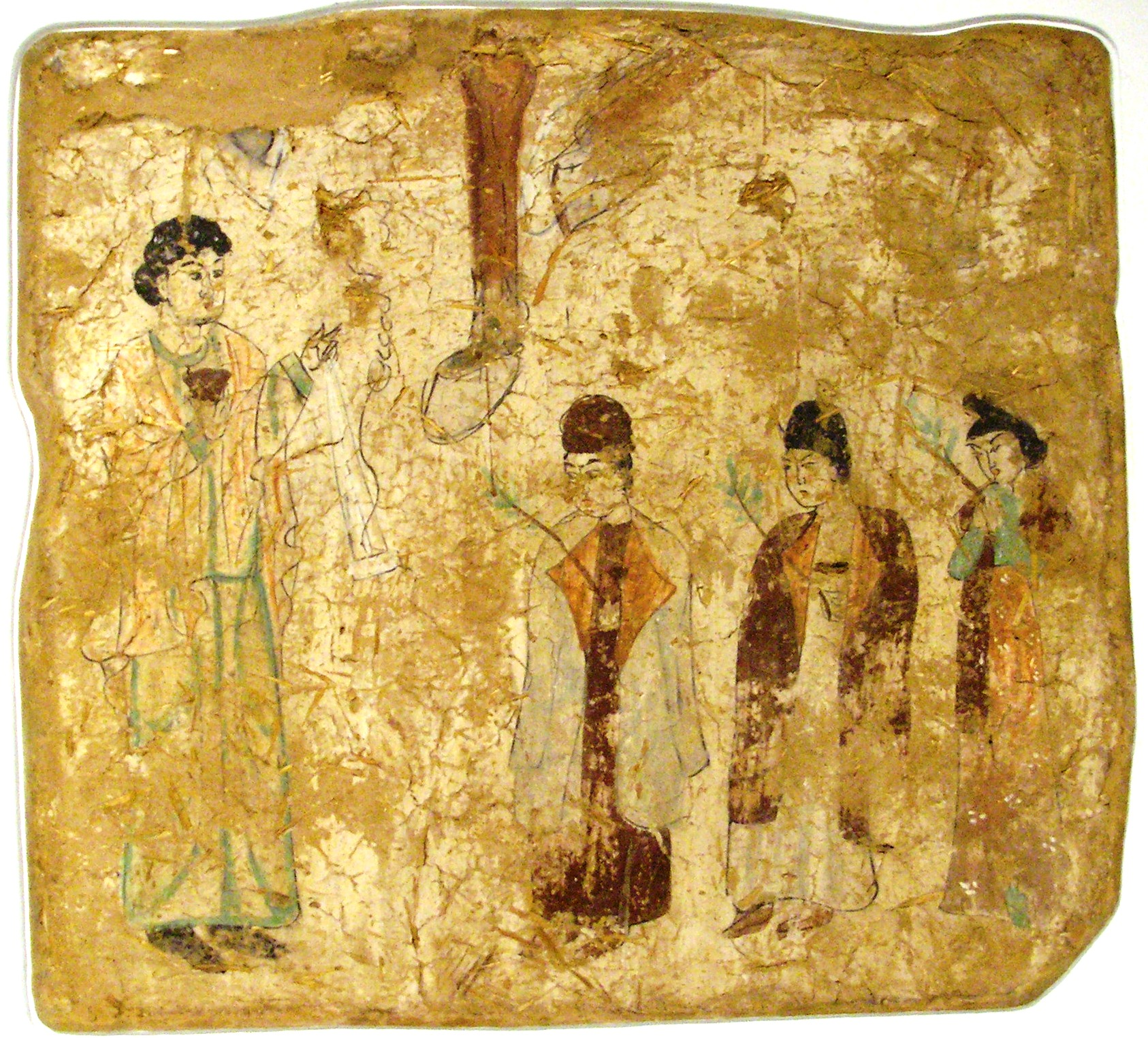
存于柏林亚洲艺术博物馆的高昌景教寺院壁画